# Thomas Rytter Jakobsen
Thomas Rytter (Copenhaguen, 6 de gener de 1974) és un futbolista danès, ja retirat, que ocupava la posició de defensa.

## Carrera
Va començar la seua carrera al Lyngby Boldklub, tot debutant amb el primer equip en 1992, i immediatament es va fer un lloc en l'onze inicial. La seua projecció es va vore recompensada amb repetides convocatòries amb les seleccions inferiors daneses i el guardó de millor futbolista danès sub-21 de 1994.
Va deixar Lyngby a l'hivern de 1996 per fitxar pel Sevilla FC, de la lliga espanyola, el qual va descendir eixa campanya a Segona Divisió. Rytter va acompanyar als andalusos per la categoria d'argent fins a gener de 1998, quan va tornar al seu país, a les files del FC Copenhaguen.
Rytter va estar-se tres anys en el club capitalí, formant amb Niclas Jensen una de les millors defenses de la competició. El FC Copenhague va guanyar la Superlliga del 2001, però no hi va haver acord per renovar el contracte i el danès va marxar a la Bundesliga amb el Vfl Wolfsburg.
Va romandre tres anys i mig a Alemanya, jugant al voltant d'un centenar de partits. El 2005 retornaria a Dinamarca, aquesta vegada a les files del Brøndby IF. En la seua primera temporada amb els blau-i-grocs, va tenir problemes amb les lesions. Finalment, a l'agost del 2008, va decidir penjar les botes.

## Selecció
Rytter va jugar quatre partits amb la selecció de futbol de Dinamarca. El seu debut va ser el 1996. Posteriorment, va tornar al combinat nacional en una segona etapa, a l'entrada del nou segle.